# ビクトリア (中国の歌手)
ビクトリア（英: Victoria、ヴィクトリア・ソン、本名：宋茜（ソン・チェン）、1987年2月2日 - ）は、中華人民共和国出身の歌手、女優。韓国で活動するアイドルグループf(x)のリーダー。

## 来歴
- 山東省青島市に生まれる。
- 北京舞踏学校舞踊専攻に在籍していた。
- 中国の舞踊大会に出場中、観覧に来ていたSMエンタテインメントの関係者にスカウトされる。
- 2010年、バラエティ番組『青春不敗』に出演。
- 2010年から2011年にかけて、バラエティ番組『私たち結婚しました』に出演。
- 2012年、中国・台湾ドラマ『恋のキセキ』に出演。
- 2015年、中国ドラマ『美麗的秘密』に出演。
- 2016年、韓国映画『もっと猟奇的な彼女』に出演
- 2016年、中国ドラマ『幻城 〜Ice Fantasy〜』に出演
- 2021年、SMエンタテインメントより契約終了が公式発表された。[1]
- 現在は、中国を拠点とし、自身の個人事務所を通じて活動中。

## 人物
- f(x)の最年長メンバーでリーダー、メインダンサーを務める。
- 体が非常に柔らかい。
- 中国人民解放軍の朝鮮戦争参戦70周年となった2020年10月23日、ウェイボーの「#支援軍の抗米援朝出国作戦70周年記念」というハッシュタグをシェアし、「歴史を記憶し平和を大事に考え、英雄に敬意を示す」と書き込み、「支援軍抗米援朝作戦70周年偉大な勝利を記憶しよう!」という中国中央電視台のウェイボーの書き込みをシェアしたことが韓国で波紋を呼んでいる[2]。なお、北朝鮮と中国以外の世界の学界では、朝鮮戦争は北朝鮮と中国による韓国への侵略ということで定説となっている[3]。2020年10月24日、青瓦台に「中国の韓国戦争歴史歪曲に同調する中国人芸能人の韓国活動制裁を要請します」という国民請願が上げられ、「韓国でデビューし世界的に認知度を積んだ中国人芸能人がウェイボーを通じて中国の韓国戦争歴史歪曲を先に立って扇動している。f(x)のビクトリア、EXOのレイ、PRISTINのギョルギョン、宇宙少女のソンソなど、韓国エンタメ所属でお金と名誉を得た彼らが破廉恥な中国の歴史歪曲に同調した後に厚かましく韓国での活動をできないように、追放が難しいならば韓国活動に強力な制裁をかけるよう望む」と要求した[2]。2020年10月28日、保守系『朝鮮日報』は「“抗米援朝”を忘れるなという中国出身アイドル、韓国で活動するなら歴史をより勉強してほしい」という記事で、「彼らの政府（中国政府）がスターリンや金日成と組んでその“英雄”たちを朝鮮半島に送り、武力で地球上から抹殺しようとした国こそ、いま彼らが芸能活動で金儲けをしている国ではないのか?」と批判した[4]。

## 出演

### バラエティ
- 青春不敗（KBS2TV、2010年、第33回より）
- 私たち結婚しました（MBC、2010年 - 2011年） - 2PMのニックンと仮想結婚。

### 映画
- 親友の結婚式（2016年）
- もっと猟奇的な彼女（2016年）
- 反转人生（2017年）[5]
- シティ・オブ・ロック（2017年）[6]
- ソード・オブ・レジェンド 古剣奇譚（2018年）[7]
- 革命者（2021年）[8]
- 保你平安（2022年）[9]

### ドラマ
- 恋のキセキ（愛情闖進門）（2012年）- 沈雅音 役
- 美麗的秘密（2015年）- 姜美麗 役
- 幻城 〜Ice Fantasy〜（2016年）- 梨落 役
- 上古情歌（2017年）- 木青寞/宣阳婼 役
- 千年のシンデレラ 〜Love in the Moonlight〜（2018年）- 關皮皮（グァン・ピピ）役[10]
- 繭鎮奇緣（2018年）- 杜春聡 役
- 山月不知心底事（2019年）- 向遠 役
- 働く女子流ワタシ探し（下一站是幸福）（2020年）- 賀繁星(ハー・ファンシン)役[11]
- 他其实没有那么爱你（2020年）- 孫藝荷 役
- 見知らぬ恋人〜Love & Lie〜（陌生的恋人）（2021年）- 羅芊怡（ルオ・チェンイー）役[12]
- 風起洛陽〜神都に翔ける蒼き炎〜（風起洛陽）（2021年）- 武思月 役
- ロマンスの鼓動 〜キケンな恋の処方箋〜（心跳源計劃）（2021年）- 裘佳寧（チウ・ジアニン） 役[13]
- 亲爱的生命（2022年）- 杜帝 役
- 谁都知道我爱你（2022年）- 何笑然 役
- 温暖的，甜蜜的（2023年）- 南飞 役
- 彼女は無敵な翻訳官（我们的翻译官）（2024年）- リン・シー 役
- 另一种蓝（2024年）- 陈小满 役

### ミュージックビデオ
- カンタ「어느 날 가슴이 말했다」（2008年）
- RAIN「Any Dream」（2008年）
- SUPER JUNIOR-M「U」（2008年）
- SHINee「お姉さんは本当に可愛い(누난 너무 예뻐/Replay)」（2008年）
- TRAX「胸が冷たい男(가슴이 차가운 남자)」（2010年）
- カンタ「愛, 頻率」（2010年）
- TRAX「Blind(창문)」（2011年）

### 広告
- Smart - 学生服ブランド（2009年）[14]